# 特殊分类签证
特殊类别签证（SCV，以下简称「特签」) 是一种澳大利亚签证类别（444 类），授予大多数新西兰公民抵达澳大利亚后，使他们能够根据 "Trans-Tasman Travel Arrangement" 而无限期地在澳大利亚访问、学习、逗留和工作。目前，有两类 特殊类别签证：「受保护型特殊类别签证」和 「未受保护型特殊类别签证」 。 2001 年 2 月 26 日之前进入澳大利亚的新西兰人被归类为受保护型，在该日期之后被归类为不受保护型。这两类人的权利有些许不同。

## 描述
新西兰公民在抵达澳大利亚时会获得特殊类别签证。在签证持有人获得澳大利亚永久居留权或公民身份或签证被取消之前，特签 一直有效。当持有人出于任何原因离开澳大利亚时，特签将终止，但返回时会获得新的特签。 
特签允许新西兰公民在澳大利亚居住；在澳大利亚访问、工作和学习；并在符合资格要求的情况下申请永久签证。尽管特签在技术上被归类为临时签证，但实际上持有人在澳大利亚的居住不受法律规定的任何时间限制。 
大多数新西兰人都有资格获得「特别类型签证」，除了：
- 那些有严重健康问题的人[4]
- 有重大前科（合计被判处12个月以上有期徒刑者）[4]
- 持有澳大利亚临时或永久签证的人
- 使用另一本护照抵达澳大利亚的人（例如，如果持有双重国籍）。在这种情况下，此人可以在出示有效的新西兰护照后在澳大利亚移民局办公室获得特殊类型签证
- 为特定目的抵达的人，例如外交官和访问部队，通常会获得特殊目的签证。

## 历史
特殊类别签证于 1994 年 9 月 1 日根据1994 年「移民条例」创建，该条例在澳大利亚建立了通用签证制度。在此之前，新西兰人在澳大利亚通常被视为「例外的非澳大利亚居民」，故不需要入境签证。在 1994 年的规定下，进入澳大利亚的新西兰人自动被视为已申请临时入境签证，该签证在抵达时根据健康和品格考虑自动获得。

### 受保护的「特殊类型签证」
直到 2001 年 2 月 26 日，特签持有人通常与永久签证持有人享有同等待遇。
在此日期之后，如果他们满足以下条件之一，他们将被视为受保护的 SCV 持有人，并保留与永久居民相同的权利：
1. 2001 年 2 月 26 日在澳大利亚与 SCV
2. 在该日期之前的两年内，持有 SCV 在澳大利亚总共至少一年
3. 通常持有 SCV 在澳大利亚，2001 年 2 月 26 日暂时离开，当天领取澳大利亚社会福利，并在 2001 年 8 月 26 日之前返回[5]

他们有资格不受限制地享受大多数社会保障福利。他们也有资格申请澳大利亚公民身份，只要他们符合品格和健康要求，无需申请永久居留权。

### 未受保护的特殊类型签证
于2001 年，澳大利亚对特签持有者的权利进行了多项修改。 2001 年 2 月 26 日之后进入澳大利亚并无限期留在澳大利亚生活和工作的新西兰人被归类为不受保护的特签持有者。他们在社会保障福利方面受到限制；例如，根据现行规定，他们在居住 10 年后才有资格领取一次性的 6 个月失业救济金。不受保护的特签持有者在获得澳大利亚公民资格之前，他们还需要申请并获得澳大利亚永久居民身份，而原先并不用。 
在澳大利亚 COVID-19 大流行期间，许多特签持有人无法通过Centrelink 付款，迫使许多人返回新西兰。 2020 年 3 月 30 日，澳大利亚总理斯科特·莫里森宣布，在与新西兰总理杰辛达·阿德恩谈判后，所有特殊类别签证持有人将有资格每两周获得 1,500 澳元的困难援助金。 
2022 年 7 月初，澳大利亚总理安东尼·艾博年(Anthony Albanese)确认，特签 持有人将有资格在2022 年新南威尔士州发生洪水后获得洪水救助援助。这笔水灾援助包括一笔一次性的经济状况调查付款，成人 1,000 澳元，儿童 400 澳元。阿德恩对这一发展表示欢迎，认为这是澳新双边关系中的积极一步。 

## 永久居民身份
特签持有人符合“永久居民”一词的普遍理解含义，因为他们有权无限期地居住在澳大利亚，如同澳大利亚公民或永久签证持有人。但是，出于澳大利亚立法的目的，他们不被视为永久居民。
纵使在联邦移民法和公民法中，也没有对该术语的标准定义，特签持有者的待遇也并不一致。
1958 年《移民法》第 204 条将所有特签持有人纳入“永久居民”的定义，因为他们“不受法律规定的任何时间限制”。
1994 年移民条例将所有特签持有人排除在“澳大利亚永久居民”的定义之外，仅包括其法例定义内的永久签证持有人。
《 2007 年澳大利亚公民法 》授权相关部长通过立法文书宣布特签持有人是否为该法所指的永久居民。当前的立法文书包括一些特签持有人，但同时排除其他人。

### 居民回国签证 (Resident Return Visa)
1994 年 9 月 1 日之前进入澳大利亚的新西兰公民（无论其入境目的）都被视为“前澳大利亚永久居民”，有资格申请居民回程签证(RRV)。澳大利亚可以向希望恢复永久居留身份的前澳大利亚永久居民签发 RRV，但申请人必须证明“与澳大利亚有实质利益关系”，并为任何连续离开澳大利亚 5 年或更长时间（自他们最后一次作为永久居民留在澳大利亚，即 1994 年 9 月 1 日之前进入澳大利亚以来）提供可信的理由。  在没有 RRV 的情况下，新西兰公民将被视为澳大利亚视为「新入境」。

### 获得永久居留权的额外途径
自 2017 年 7 月 1 日起，在 2016 年 2 月 19 日或之前居住在澳大利亚的特签持有人可以在澳大利亚的 5 年后申请永久居留，在独属于新西兰的技术独立（子类别 189）签证内。他们必须：  
- 申请前在澳大利亚连续居住五年
- 提交所得税申报表，显示应评税收入至少相当于临时技术移民收入门槛（TSMIT）（即申请前五年（即最近四个收入年度）内的每个收入年度（每年 53,900 澳元），除非他们申请收入豁免。
- 通过健康、品格和安全检查。

2021 年 7 月 1 日，收入标准放宽至五年中的三个收入年度，但其中一个必须是最近一年的。 这仅适用于该日期后的新申请，不适用于已提交申请。 
在 2022 年 12 月 10 日至 2023 年 7 月 1 日期间，该项目暂时暂停接受新申请，这段时间用于处理现有申请。与在澳大利亚居住时间、收入门槛和健康状况有关的标准也被删除。简化流程是承认现有申请人是澳大利亚的长期居民，他们为澳大利亚经济工作并做出了贡献。联邦政府表示，他们将考虑未来在澳大利亚的新西兰公民的选择。 
直到 2022 年 12 月 31 日，获得 189 类新西兰签证的新西兰公民除了作为特签持有人的 5 年之外，还有资格在 12 个月后申请澳大利亚公民身份。自 2023 年 1 月 1 日起，获得 189 类新西兰签证的新西兰公民可以立即申请澳大利亚公民身份，无需持有 12 个月的永久居留权。这也适用于在此日期之前获得签证的人。 
2023 年 4 月 22 日，澳大利亚总理 Anthony Albanese 、内政部长 Clare O'Neil 和移民部长 Andrew Giles 宣布在澳大利亚居住四年并满足其他居住要求的特殊类别签证持有人将能够直接申请澳大利亚从 2023 年 7 月 1 日起获得公民身份，无需申请永久居留权。 此外，从 2023 年 7 月 1 日起，新西兰人在澳大利亚出生的孩子将自动获得澳大利亚公民身份。 新西兰总理克里斯·希普金斯 (Chris Hipkins ) 和 Oz Kiwi 主席乔安妮·考克斯 (Joanne Cox) 对这一公告表示欢迎，因为该公告改善了新西兰人获得澳大利亚公民身份和社会保障的机会。  

## 取消特殊签证的案例
2014 年 12 月，澳大利亚政府修订了1958 年移民法，引入“501 条款”，为被澳大利亚当局认定为“不良品格”并被监禁 12 个月的非公民驱逐出境提供便利。  截至 2019 年 7 月，近 1600 名被判入狱 12 个月的新西兰人（包括已有特签的持有者）的签证被取消并被驱逐出境。同年，澳大利亚政府表示计划通过查看潜在的最高刑罚而不是实际刑罚来收紧第 501 章的“品格测试”。 
根据 501 性格测试，新西兰人（尽管其中许多人大部分时间都在澳大利亚度过）被加速驱逐出境，这导致惠灵顿和堪培拉之间的双边关系紧张。内政部长彼得·达顿和总理斯科特·莫里森等澳大利亚政策制定者以法律和秩序为由为驱逐出境辩护，而新西兰司法部长安德鲁·利特尔和总理杰辛达·阿德恩等新西兰政策制定者批评驱逐侵犯人权并破坏双边关系。  截至 2022 年 3 月，已有 2,544 名新西兰人被澳大利亚驱逐出境，占自 2015 年以来被驱逐到新西兰的人数的 96%。由于家庭关系有限、贫困和就业机会不佳，许多被驱逐出境的人重新成为犯罪分子。 2015 年 1 月至 2022 年 3 月期间，前被驱逐者共犯下 8,000 起罪行，包括不诚实、暴力犯罪、吸毒和反社会行为。 此外，501驱逐政策也因Comanchero和Mongol bikie gang成员被遣返而助长了新西兰有组织犯罪的激增。 

## 更多
- 跨塔斯曼旅行安排
- 澳大利亚国籍法
- 新西兰国籍法
- 诺福克岛永久居民签证
- 临时保护签证